# Bonnetina julesvernei
Bonnetina julesvernei (лат.) — вид пауков-птицеедов рода Bonnetina из подсемейства Theraphosinae. Эндемик Мексики. Назван в честь французского писателя-фантаста Жюля Верна (1828—1905), чьи произведения вдохновили авторов этого открытия.

## Описание
Тарантулы средних размеров (около 3 см). Самцы отличаются от большинства самцов Bonnetina нечёткими продольными полосами на лапках и удлинёнными шипами на аксессорном апофизе голени I, субпрямоугольным бульбусом эмболюса педипальп, заметно более тонким только на вершине, и наличием внутреннего бугорка на ретролатеральном апофизе голени I. 8 глаз расположены в два ряда. Окраска и опушение: карапакс покрыт густым коричневатым опушением, которое частично маскирует чёрное тело; бёдра чёрные, с синими тонами; остальные сегменты ног и педипальп однородно чёрные (самцы) или тёмно-серые (самки); продольные полосы на пателлах лапок малозаметны (самцы) или заметные, светло-коричневые (самки). Нога IV заметно длиннее всех остальных; у самцов три апофиза голени на ноге I и слегка утолщённое бедро III.

## Классификация и этимология
Вид был впервые описан в 2017 году и включён в состав рода Bonnetina из подсемейства Theraphosinae. Сходен с видами B. papalutlensis и B. vittata, но отличается слабо выраженными полосами на ногах. Кроме того, известно, что этот вид обитает только вблизи тихоокеанского побережья, на левой стороне (в нижнем течении) реки Бальсас, тогда как B. vittata известен только с правой стороны, а B. papalutlensis распространён в центральном и северном Герреро и южном Морелосе. Другие отличия касаются молекулярных данных ДНК: диагностические нуклеотиды COI (4): 207 (C), 468 (A), 594 (C) и 612 (T); расхождения в p-диапазоне COI с другими видами превышают 6 %; внутривидовые расстояния менее 2 %.
Вид B. julesvernei назван в честь Жюля Верна (1828—1905), «французского писателя, которого многие считают отцом научной фантастики. Десятки его романов о путешествиях, открытиях, изобретениях и истории вдохновили миллионы детей и подростков по всему миру (включая обоих авторов данного исследования) на жажду знаний и открытий».

## Распространение и экология
Bonnetina julesvernei был собран в двух близких местах Тихоокеанской низменности Герреро, на высоте 260 и 400 м над уровнем моря. Пауки (включая двух взрослых самцов) были найдены под камнями в конце ноября в тропических лиственных лесах. В Pinzán bridge вид является симпатричным с Brachypelma cf. boehmei Schmidt & Klaas 1994 . Прогнозируемая модель распространения морфологически близкого вида B. papalutlensis показывает, что места обитания B. julesvernei находятся на расстоянии не менее 3 км от любого подходящего для B. papalutlensis участка.